# Aeschynomene sparsiflora
Aeschynomene sparsiflora är en ärtväxtart som beskrevs av John Gilbert Baker. Aeschynomene sparsiflora ingår i släktet Aeschynomene och familjen ärtväxter. Inga underarter finns listade i Catalogue of Life.